# Alauitas
Os alauitas (em árabe: علوية) formam um grupo étnico-religioso do Médio Oriente, presente sobretudo na Síria, país em que constituem cerca de 15% da população, ou seja, cerca de 3 milhões  e onde dominam as estruturas políticas. A doutrina alauita incorpora elementos gnósticos, como a crença de que a alma dos alauitas são guardiãs das "luzes que se rebelaram contra Deus". Não devem ser confundidos com os Alevitas, minoria religiosa da Turquia, nem com a dinastia alauita que governa Marrocos.
Os alauitas são também conhecidas como nusairitas, em função de uma figura importante do movimento, Ibn Nusayr. Contudo, este termo tem vindo a cair em desuso, sendo considerado ofensivo pelos alauitas.

## Doutrinas
As doutrinas religiosas dos alauitas permaneceram durante muito tempo desconhecidas, até que no século XIX alguns ocidentais conseguiram conhecer alguns dos textos da religião, até então guardados propositadamente em segredo.
O elemento central da doutrina dos alauitas apesar de ser erroneamente divulgada, é a crença em um único Deus, Alá, sendo Maomé o seu último profeta.
Os alauitas têm celebrações principais como o Hajj, Intenção de Sacrifício do Profeta Ismael (filho do Profeta Abraão) e o Ramadan (mês de jejum).
Como seguem o calendário islâmico da Hégira, também seguem o calendário Juliano, com 13 dias a menos do que o Gregoriano. Desta maneira consideram o Natal, simbolicamente como o nascimento de Jesus, filho de Maria, comemorado no dia 6 de Janeiro de cada ano, tido como dia dos Reis Magos, ocidental.
Seguem a charia ou lei islâmica e como tal estão sujeitos a determinadas práticas do Islão ortodoxo, como as interdições alimentares. Consideram seis pilares do Islão, que fazem parte da sua doutrina e são respeitados como as demais seitas dos Islão. Além dos cinco pilares do Islão conceituados pela grande maioria das seitas muçulmanas, os alauitas possuem mais uma o jihad.
Apesar das constantes difamações pelas demais seitas do islamismo contra a doutrina alauita, dizem não serem vistos como membros do Islão, embora eles se considerem muçulmanos xiitas.

## História
As origens dos alauitas são pouco claras. Julga-se que surgiram na Península Arábica do século IX, em resultado dos ensinamentos de Muhammad ibn Nusayr an-Namiri. Fixaram-se na Síria no século XII.
Os alauitas foram alvo de perseguições ao longo da história ordenadas pela dinastia aiúbida, pelos Cruzados, pelos Mamelucos e pelos Otomanos. Essa perseguição concretizou-se na imposição de taxas pesadas sobre os membros da comunidade e nas conversões forçadas ao islão sunita. Devido a esta perseguição os alauitas adoptaram a prática xiita da taqiyya, que consiste em dissimular as crenças religiosas como forma de garantir a sobrevivência e evitar a perseguição.

### Os alauitas na Síria do século XX

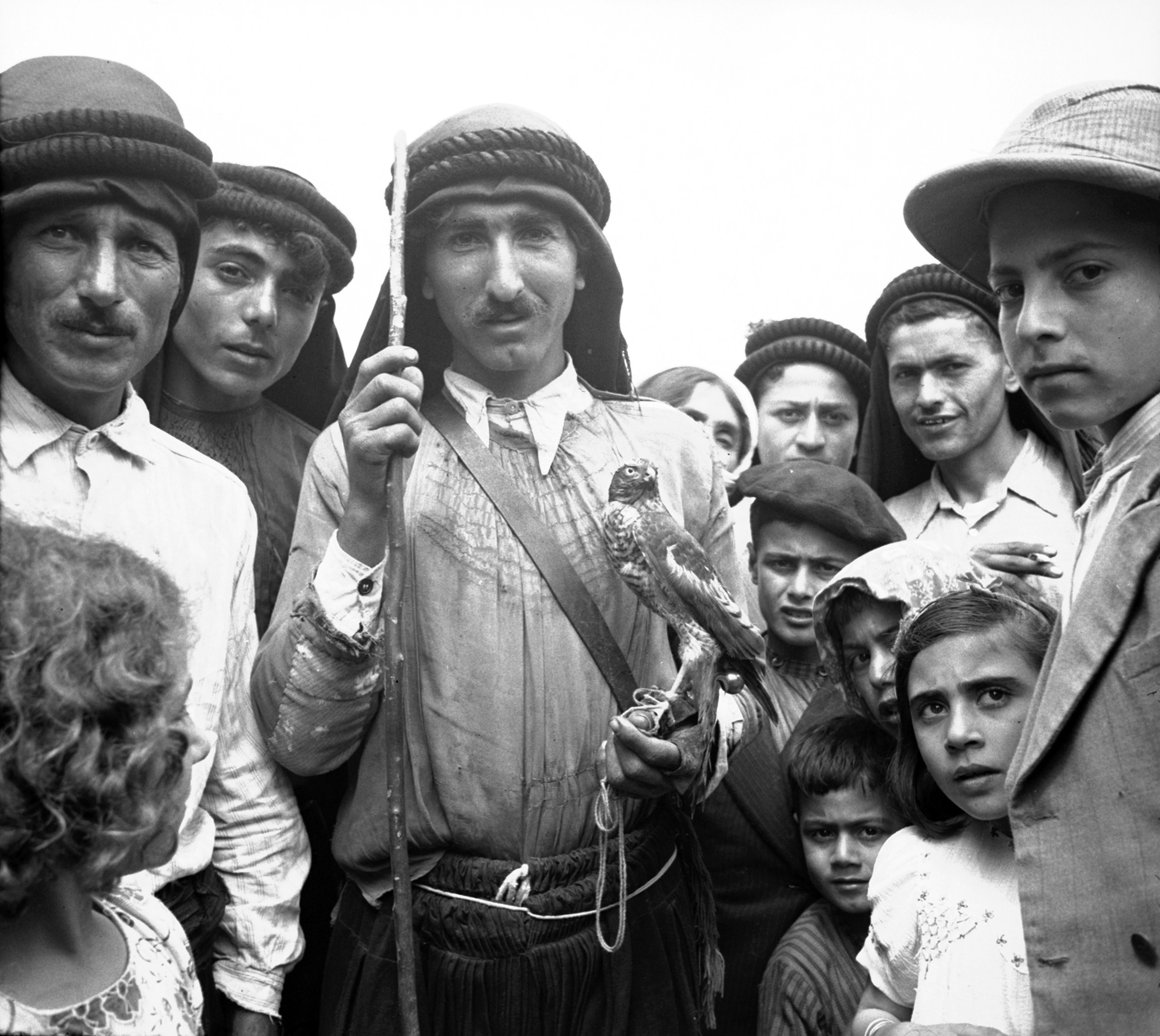
Um falcoeiro fotografado por Frank Hurley em Baniyas, Síria durante a Segunda Guerra Mundial.

Na época do Império Otomano, a maioria dos alauitas era de camponeses subordinados a senhores sunitas; os únicos alauitas tolerados nas cidades eram os empregados domésticos.
Após o fim da Primeira Guerra Mundial e o desaparecimento do Império Otomano, que tinha governado a Síria, a França assumiu um mandato sobre o Líbano e a Síria. A política francesa na Síria procurou em larga medida fomentar um espírito independentista entre os alauitas, como forma de criar obstáculos ao movimento árabe sunita pela independência. Os franceses viriam mesmo a conceder autonomia aos alauitas através da criação de uma região autónoma que existiu entre 1920 e 1936.
Nos anos 70, um alauita, Hafez al-Assad, tornou-se presidente da Síria. O partido ao qual pertencia, o Baath, atraiu muitos alauitas como militantes devido aos seus ideais igualitaristas. A partir desse momento verificou-se uma certa ascensão social de alguns alauitas que, segundo algumas opiniões, teriam sido favorecidos pelo presidente. [carece de fontes?]

### Os alauitas e a Guerra Civil Síria
Em 1971, o alauita Hafez Assad se tornou presidente, e foi sucedido pelo seu filho Bashar al-Assad (também alauita). Tal circunstância favoreceu (papel de relevância nas forças armadas e ocupação postos importantes no estado), além dos próprios alauitas que, na época da Guerra Civil Síria representavam apenas 12% dos 22 milhões de sírios, também outras minorias, como os cristãos (10% da população) e os drusos (3%), em detrimento da maioria sunita (74%), grupo de onde veio maior parte do apoio para a rebelião.
O temor das consequências que as minorias teriam de enfrentar em decorrência de uma eventual queda do regime e domínio da maioria sunita é um dos fatores que explicavam o forte apoio ao regime sírio pela comunidade alauita. Esse apoio ao governo tornou esta minoria na maior vítima da oposição.

## Geografia e demografia
Os alauitas concentram-se numa área compreendida entre a região de Lataquia, na Síria, até a Antioquia, na Turquia. Existem igualmente comunidades alauitas nas cidades sírias de Homs e Hamah. Nas últimas décadas verificou-se um movimento migratório de alauitas na direcção da capital síria, Damasco. Durante a ocupação militar síria de partes do Líbano, ocorreu a fixação de muitos alauitas na cidade libanesa de Trípoli.
Em julho de 2013, estimava-se que a população de alauitas na Síria representaria cerca de doze por cento (12%) do total da população síria, na época estimada em 22 milhões de pessoas. A principal actividade económica dos alauitas é a agricultura.